# William Gutiérrez
William Gonzalo Gutiérrez Cabrera (mercedes, Uruguay, 29 de marzo de 1963) es un exfutbolista y exbasquetbolista uruguayo. Jugaba de delantero y militó en diversos clubes de Uruguay, Chile y Colombia. Fue seleccionado internacional uruguayo en 7 oportunidades y además, estuvo presente en la participación de su selección, en la Copa América de 1991 que se disputó en Chile, regresando al año siguiente al país, para fichar por Deportes Temuco en el regreso del cuadro a la Primera División.
En un caso único en el deporte uruguayo, es el único jugador en haber logrado la proeza de consagrarse campeón de Primera División, la máxima categoría en dos deportes distintos: basketball y fútbol. 
Con el club Bohemios gana el campeonato Federal de basketball en tres ocasiones: 1981, 1983 y 1984, el torneo más importante de este deporte en Uruguay en aquel momento, al lado de Horacio López, uno de los mejores jugadores uruguayos de la historia.
En 1989, se consagra campeón uruguayo de fútbol con el club Progreso, obteniendo el primer y hasta hoy, único título de esta institución en toda su historia en Primera División. 
En 1991, repite esta vez con Defensor, obteniendo su segundo Campeonato Uruguayo y la liguilla Libertadores de América  .en lo personal, y el tercero para el club.

## Selección nacional
Participó en 7 partidos internacionales por la Selección de Uruguay, 2 de los cuales fueron válidos por la Copa América 1991 disputada en Chile. 

### Participaciones en Copa América
| Torneo            | Sede  | Resultado     | PJ | G |
| ----------------- | ----- | ------------- | -- | - |
| Copa América 1991 | Chile | Primera ronda | 2  | 0 |

## Clubes
| Club              | País       | Año  |
| ----------------- | ---------- | ---- |
| El Tanque Sisley  | Uruguay    | 1987 |
| Atlético Junior   | Colombia   | 1988 |
| Progreso          | Uruguay    | 1989 |
| Nacional          | Uruguay    | 1990 |
| Defensor Sporting | Uruguay    | 1991 |
| Deportes Temuco   | Chile      | 1992 |
| Central Español   | Uruguay    | 1993 |
| Basáñez           | Uruguay    | 1994 |
| Herediano         | Costa Rica | 1995 |